# Gene Gutowski
Gene Gutowski, de son vrai nom Witold Bardach, est un producteur polonais naturalisé américain, né le 26 juillet 1925 à Lviv en Pologne (aujourd'hui ville d'Ukraine) et mort le 10 mai 2016 à Varsovie en Pologne à l'âge de 90 ans,.

## Biographie
Gene Gutowski est le producteur des premiers films internationaux de Roman Polanski. En particulier Répulsion où il a contribué à convaincre Catherine Deneuve d'apparaitre dans le film.
Gene a contribué à convaincre Roman Polanski de déménager à Londres où il reconnait avoir passé "une des périodes les plus heureuses de [sa] vie".
Plus tard, il produit Le Bal des vampires où Roman Polanski rencontre Sharon Tate qui deviendra sa femme.  Le 20 janvier 1968, Gene Gutowski est le témoin de mariage de Sharon et de Roman. 
En 1990, Gene Gutowski découvre le livre Le Pianiste et présente Roman Polanski à Władysław Szpilman lors d'un thé au 'Press Club' de Varsovie. Gene Gutowski est coproducteur du film Le Pianiste qui gagnera plusieurs prix, qui seront parfois remis à M. Gutowski en l'absence de M. Polanski.

## Filmographie
- 1962 : La Blonde de la station 6 de Seth Holt
- 1965 : Répulsion de Roman Polanski
- 1966 : Cul-de-sac de Roman Polanski
- 1967 : Le Bal des vampires (Dance of the Vampires) de Roman Polanski
- 1970 : A Day at the Beach de Simon Hesera
- 1970 : Les Aventures du brigadier Gérard (The Adventures of Gerard) de Jerzy Skolimowski

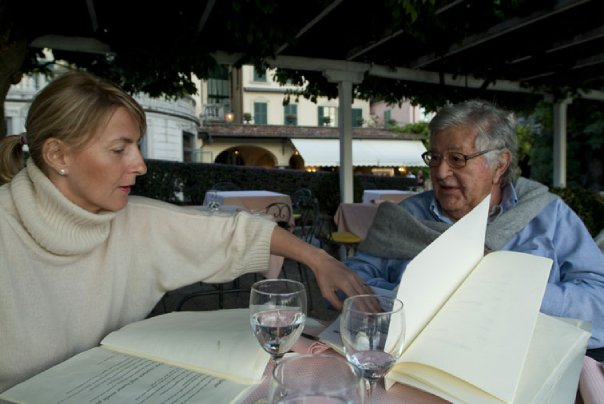
Diner a Bellagio en compagnie de son petit-fils, Jordan Waugh et de sa femme Asia

- Diner a Bellagio en compagnie de son petit-fils, Jordan Waugh et de sa femme Asia1971 : Le Roman d'un voleur de chevaux (Romance of a Horsethief) d'Abraham Polonsky
- 2002 : Le Pianiste (The Pianist) de Roman Polanski

## Publication
- (pl) Od Holocaustu do Hollywood, Cracovie, 2004